# إسبن إسكوس
إسبن إسكوس (من مواليد 24 يونيو 1988) هو حكم كرة قدم نرويجي. يُعد من حكام النخبة في الاتحاد الأوروبي لكرة القدم (UEFA). بدأ مسيرته التحكيمية في عام 2005. تم اختياره كحكم للمباراة النهائية لكأس العالم تحت 17 سنة لعام 2023 بين فرنسا وألمانيا.
```
في أبريل 2024، تم ترشيح إسكوس كحكم رابع 
لبطولة أمم أوروبا 2024
 في ألمانيا. بعد ذلك، أدار مباريات في 
مسابقة كرة القدم
 في أولمبياد باريس 2024، حيث تولى مسؤولية ثلاث مباريات؛ مباراتين في دور المجموعات، بما في ذلك مباراة في بطولة السيدات، وحكم مباراة تحديد المركز الثالث بين مصر والمغرب.
```